# 功德林 (北京)
功德林是位于今中国北京市西城区德胜门外功德林路的汉传佛教寺院，明末因戰亂而荒廢，清朝起被改建為其他用途。

## 简介
功德林原是北京德胜门外的一座佛寺，旧称“石佛禅林”，始建于金朝。元朝，功德林在元大都健德门内，一度香火兴旺。明朝将北京城北面城墙向南迁移，功德林位于新建的德胜门外。后来，该寺逐渐荒废，僧人离开，石佛失踪。
据《光绪顺天府志》载:“功德林寺粥厂建于清康熙四十七年，由山西僧人王之章募建。”“初名功德林寺粥厂。每年夏季施茶药，冬季施粥。后又名普济院。”康熙三十六年（1697年）粥厂创立时，康熙帝亲书匾额“膏泽回春”，并专门建了一座御碑亭，碑文也是康熙帝书写：“寒得衣而饥得食，羁旅如归，病有托疗有方，好义轻施乃良民之美行，灾拯患实盛世之休风。喜见我民还敦古道，咸能体朕忧民之念，推朕救民之心。此则朕之志也”。功德林的经费，至康熙年间已形成定例，每年由朝廷拨款一千两白银，买米做粥，施舍孤贫。有的年份，朝廷还另外追补至五千两白银。清朝雍正元年（1723年），功德林奉旨重修，赐地二顷。礼部尚书张廷玉重写了“功德林”的匾额。
清朝末年，功德林被改为京师习艺所。中华民国时期，又改为监狱。中华人民共和国初期，改为北京战犯管理所。